# Edvard Grieg
Edvard Hagerup Grieg [ˈɛdʋɑʁd ˈhɑːgəʁʉp ˈgʁɪg] (Bergen, 15 de junio de 1843-ibíd., 4 de septiembre de 1907), citado comúnmente como Edvard Grieg, fue un compositor y pianista noruego, considerado uno de los principales representantes del Romanticismo tardío. Adaptó muchos temas y canciones del folclore de su país, contribuyendo así a crear una identidad nacional noruega, al igual que hicieron Jean Sibelius en Finlandia o Antonín Dvořák en Bohemia. Sus obras más importantes son: el concierto para piano en la menor, las intimistas Piezas líricas (para piano) y especialmente Peer Gynt, música incidental que escribió por encargo del escritor Henrik Ibsen para su drama del mismo nombre.
Grieg es la persona más célebre de la ciudad de Bergen, con numerosas estatuas que representan su imagen y muchas entidades culturales que llevan su nombre: el mayor edificio de conciertos de la ciudad (Grieg Hall), su escuela de música más avanzada (Academia Grieg) y su coro profesional (Edvard Grieg Kor). El Museo Edvard Grieg en la antigua casa de Grieg, Troldhaugen, está dedicado a su legado.

## Biografía
Nació en Bergen (Noruega) el 15 de junio de 1843, descendiente de una familia de escoceses, cuyo apellido original era Grieg. Después de la batalla de Culloden (1746), su bisabuelo había emigrado a varios lugares, para finalmente asentarse como comerciante en Bergen alrededor de 1770. 
Creció en un ambiente musical. Su madre, Gesine, fue su primera profesora de piano. Más tarde, en el verano boreal de 1858, Grieg conoció al legendario violinista noruego Ole Bull, amigo de la familia y cuñado de Gesine. Bull descubrió el talento del muchacho de quince años y convenció a sus padres de enviarlo al Conservatorio de Leipzig para que lo desarrollase.
Ingresó en el conservatorio, centrando su interés sobre todo en el piano, aunque se resentía tanto de la disciplina impartida en el conservatorio como de las clases, demasiado técnicas, que no se ajustaban a su gran sensibilidad. Una excepción fue la clase de órgano, asignatura obligatoria para los estudiantes de piano. La estancia en Leipzig le ofreció, sin embargo, la oportunidad de escuchar una gran cantidad de las mejores producciones de música de cámara y sinfónica de la época. En la primavera de 1860, sobrevivió a una grave enfermedad pulmonar, una pleuritis complicada con tuberculosis. Como consecuencia, su salud quedó dañada de por vida. Sufrió diversas infecciones respiratorias, por lo que eran frecuentes sus visitas a los balnearios, tanto en Noruega como en sus viajes al extranjero; además, contaba con varios médicos entre sus amistades. En 1861 hizo su debut como concertista de piano en Karlshamn (Suecia). Al año siguiente, finalizó sus estudios en Leipzig y realizó su primer concierto en su ciudad natal, donde ejecutó algunas obras técnicamente complejas, incluyendo la sonata Patética de Beethoven.
En 1863 fue a Copenhague (Dinamarca), donde permaneció por tres años. Conoció entonces a los compositores daneses J. P. E. Hartman y Niels Gade. También conoció al compositor noruego Rikard Nordraak (compositor del Himno nacional de Noruega), quien se convirtió en un gran amigo y en una fuente de inspiración para Grieg. Nordraak murió poco después y Grieg compuso en su honor una marcha fúnebre. Grieg tenía lazos cercanos con la Orquesta Filarmónica de Bergen (Harmonien) y fue director musical de la orquesta desde 1880 hasta 1882. También vio a Franz Liszt en dos ocasiones en Copenhague. 
El 11 de junio de 1867, contrajo matrimonio con su prima hermana, Nina Hagerup, a quien había conocido también en Copenhague. Al año siguiente, nació Alejandra, su única hija. En el verano siguiente, Grieg escribió su famoso Concierto para piano en la menor mientras estaba de vacaciones en Dinamarca. Edmund Neupert dio un concierto de su primer trabajo en Copenhague. Grieg no pudo asistir debido a los compromisos de dirección que tenía en Christiania (Oslo).
En el verano boreal de 1869, mientras Grieg se encontraba de paso en Bergen, Alejandra enfermó de meningitis y posteriormente falleció, cuando tenía apenas 13 meses de edad. Una vez que Edvard y Nina se restablecieron medianamente de la pérdida, fueron a Roma incentivados por el gobierno noruego, y fueron invitados a una reunión con Franz Liszt, quien expresó su aprecio por el Concierto para piano en la menor de Grieg. Liszt, hábil pianista, tocó la línea de piano y el arreglo de la parte orquestal, leyéndolos a primera vista y en tiempo real (lo cual es un enorme desafío musical y técnico). Posteriormente criticó constructivamente el trabajo de Edvard y le dijo: «Siga firme en su camino. En verdad le digo, usted tiene capacidad. Y sobre todo, no se deje intimidar». Esto fue un factor muy importante y alentador en la carrera de Grieg. Liszt escribió también un testimonial a los directores noruegos, lo que condujo a Grieg a conseguir una beca.
Pero mientras la vida profesional de Grieg continuaba, su vida personal se deterioraba cada vez más. En 1875 fallecieron sus padres, evento que lamentablemente dejó tanto a Nina como a Edvard sin una casa a la cual retornar en Bergen. Posteriormente, y sobre todo por dolor, Grieg dejó a Nina, pero al año siguiente se reconciliaron y volvieron a vivir juntos.
Falleció en el hospital de Bergen en el otoño de 1907, a los 64 años y 2 meses 
de edad, víctima de una enfermedad crónica en uno de sus pulmones. El funeral condujo a miles de personas a las calles de su ciudad natal para honrarlo y, conforme a su deseo, la marcha fúnebre que había compuesto para Rikard Nordraak fue interpretada con una orquestación de su amigo Johan Halvorsen; también fue ejecutada en la ceremonia la marcha fúnebre compuesta por Frédéric Chopin. Sus cenizas y las de su esposa fueron sepultadas en una tumba de una montaña, frente a un lago situado cerca a su casa, llamada Troldhaugen.

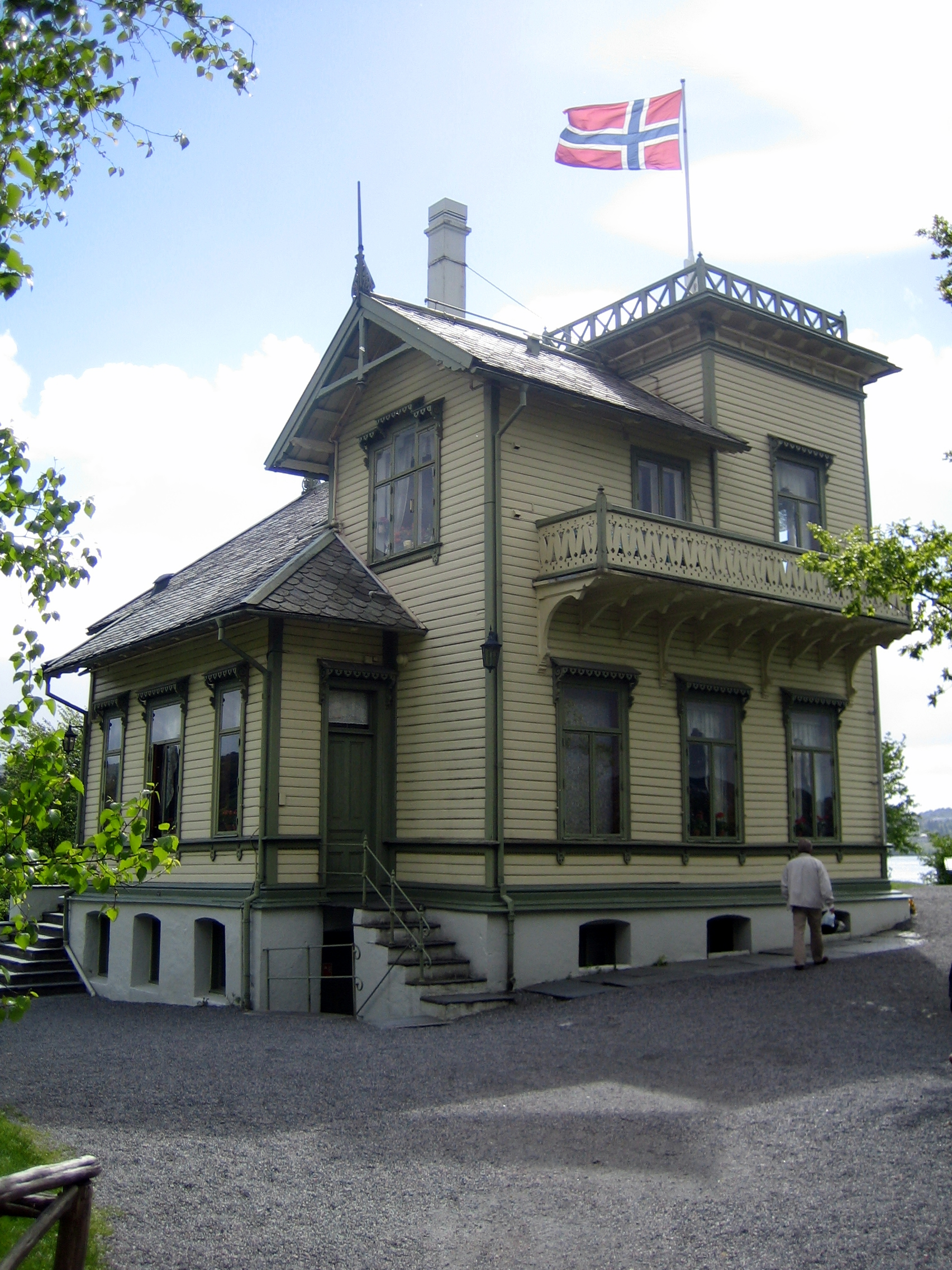
Casa de Grieg en Troldhaugen, Bergen (Noruega). Actualmente alberga un museo dediacdo al compositor.

## Estadía en Leipzig

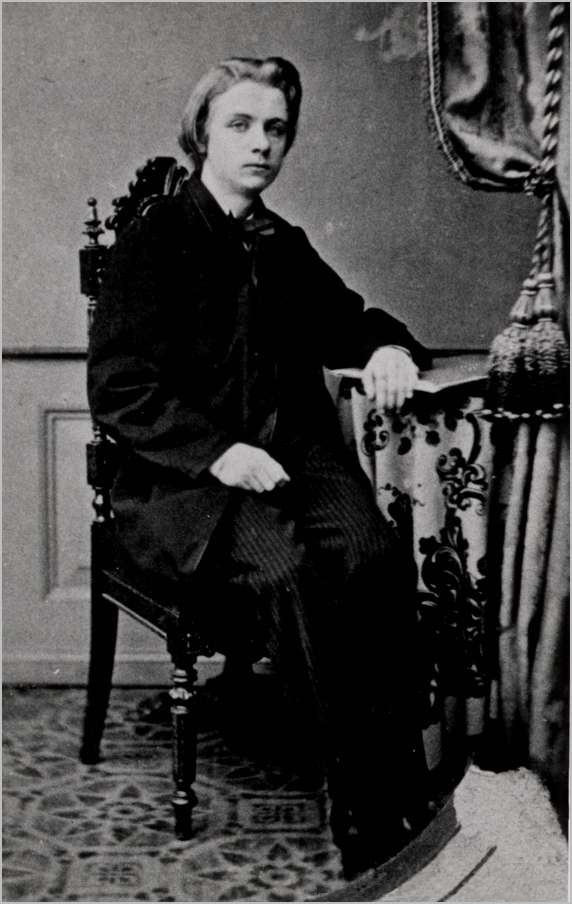
Marcus Selmer (1818–1900)}}
Bergen Off. Bibl.: Griegsamlingen Webarchive

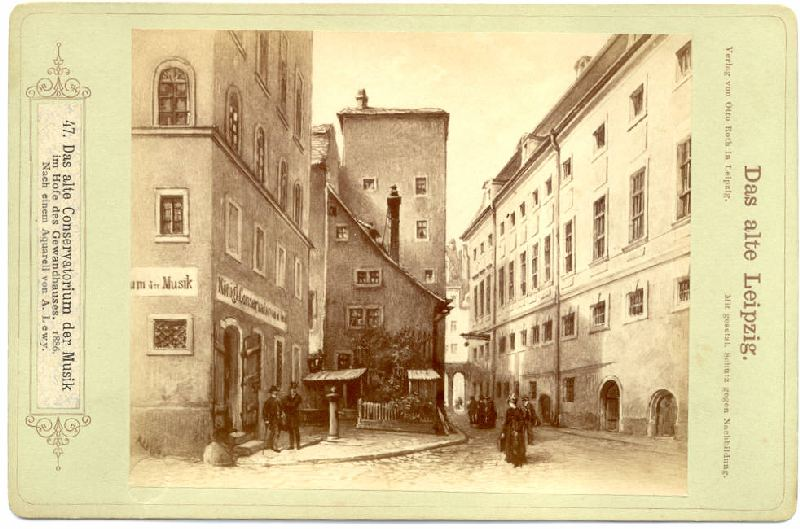
Conservatorio de Leipzig en 1886
Stadtgeschichtliches Museum Leipzig

En el otoño de 1858, Grieg empezó a estudiar en el conservatorio de música de Leipzig. Aquí conoció a estudiantes de varios países. La CFE danesa Horneman se convirtió en una buena amiga. Más tarde se refirió a Grieg como un "brillante compañero de estudios, un compañero salvaje e incontenible con una cabeza brillante y un corazón cálido".
Felix Mendelssohn y Robert Schumann habían sido figuras importantes en la ciudad, y Grieg valoraba especialmente el trabajo de Schumann a la hora de crear aceptación para nuevas corrientes musicales en un entorno musical ligado a la tradición. La música llena de poesía de Schumann también atrajo a Grieg; especialmente los romances y las piezas para piano.
Los estudiantes del conservatorio tenían libre acceso a los ensayos generales de la famosa orquesta de la Gewandhaus, y el propio Grieg creía que toda la música que escuchaba aquí, especialmente la música orquestal y de cámara, era una compensación por la falta de técnica de composición en el conservatorio. Sin embargo, Grieg también admitió que, para empezar, no estudió con muchas ganas. Esto cambió gradualmente cuando vio que sus compañeros comenzaron a ser mejores que él. Edvard trabajó ahora con diligencia. A los 18 años se graduó y fue elogiado por sus profesores.
Mientras estudiaba en Leipzig, Grieg contrajo una pleuresía grave (pleuritis). Un pulmón quedó fuera de servicio, lo que provocó dificultad para respirar con gran esfuerzo. Sin embargo, Grieg quiso completar sus estudios y regresó a Leipzig después de convalecer en Bergen. Lo acompañaba su hermano John, que estudiaba violonchelo en el conservatorio.
Grieg desarrolló gradualmente una relación tensa con el ambiente musical de Leipzig. Una razón fue que creía que su música fue mal recibida. Es posible que simplemente estuviera pensando en el famoso crítico Eduard Bernsdorf . Este logró arrasar con el cuarteto de cuerda en sol menor de Grieg y fracasar con la segunda sinfonía de Johannes Brahms. Sin embargo, tanto la Suite n.º 1 de Peer Gynt de Grieg , op. 46, y su ópera inacabada sobre Olav Tryggvason fue aplaudida en Leipzig. [6]
También más adelante en su vida, Grieg habló a menudo despectivamente del conservatorio y de sus profesores. Sin embargo, investigaciones recientes han demostrado que con ello ofrece una imagen bastante cruda y subjetiva de las condiciones artísticas en Leipzig. [7]

### Años posteriores
El gobierno noruego concedió a Grieg una pensión al alcanzar la edad de jubilación. Durante la primavera de 1903, Grieg grabó nueve discos de gramófono de 78 rpm de su música para piano en París. Todos estos discos se han reeditado tanto en LP como en CD, a pesar de su limitada fidelidad. Grieg grabó rollos de música de pianos reproductores para el sistema reproductor de pianos Hupfeld Phonola y el sistema reproductor Welte-Mignon, todos los cuales se conservan y pueden escucharse en la actualidad. También trabajó con la Aeolian Company para su serie de rollos de piano "Autograph Metrostyle", en los que indicaba el tempo de muchas de sus piezas.
En 1899, Grieg canceló sus conciertos en Francia en protesta por el caso Dreyfus, un escándalo de antisemita que sacudía la política francesa de la época. En relación con este escándalo, Grieg había escrito que esperaba que los franceses pudieran "volver pronto al espíritu de 1789, cuando la república francesa declaró que defendería los derechos humanos básicos". A raíz de sus declaraciones sobre el asunto, ese día se convirtió en el blanco de muchos correos de odio franceses.
En 1906 conoció en Londres al compositor y pianista Percy Grainger. Grainger era un gran admirador de la música de Grieg y rápidamente se estableció una fuerte empatía. En una entrevista de 1907, Grieg declaró: "He escrito danzas campesinas noruegas que nadie en mi país sabe tocar, ¡y aquí llega este australiano que las toca como se deben tocar! Es un genio al que los escandinavos no podemos sino amar". 
Edvard Grieg falleció en el Hospital Municipal de Bergen (Noruega) el 4 de septiembre de 1907 a los 64 años de edad a causa de una insuficiencia cardíaca. Había sufrido un largo periodo de enfermedad. Sus últimas palabras fueron "Bueno, si tiene que ser así". 
El funeral atrajo a entre 30 000 y 40 000 personas a las calles de su ciudad natal para honrarle. Obedeciendo su deseo, su propia Marcha fúnebre en memoria de Rikard Nordraak fue interpretada con orquestación por su amigo Johan Halvorsen, que se había casado con la sobrina de Grieg. Además, se interpretó el movimiento Marcha fúnebre de la Sonata para piano nº 2 de Chopin. Grieg fue incinerado en el primer crematorio noruego abierto en Bergen justo ese año, y sus cenizas fueron enterradas en una cripta de montaña cerca de su casa, Troldhaugen. Tras la muerte de su esposa, sus cenizas fueron depositadas junto a las de él.
Edvard Grieg y su esposa eran Unitarios y Nina asistió a la iglesia unitaria de Copenhague tras su muerte.
Un siglo después de su muerte, el legado de Grieg se extiende más allá del campo de la música. Hay un gran escultura de Grieg en Seattle, mientras que uno de los mayores hoteles de Bergen (su ciudad natal) se llama Quality Hotel Edvard Grieg y un gran cráter del planeta Mercurio lleva el nombre de Grieg.

## Obra
Grieg es considerado como un compositor nacionalista, reflejando la inspiración de la música folclórica noruega. Sus primeros trabajos incluyen una Sinfonía en do menor y una Sonata para piano en mi menor Op. 7. También escribió tres sonatas para violín y piano y muchas pequeñas obras para piano —por esto algunos lo llamaron el «Chopin del Norte»—, a menudo inspirado en danzas y canciones populares de Noruega, los fiordos y paisajes de su país y el dialecto hadangar. 
Entre las obras más conocidas encontramos el Concierto para piano en la menor, la Suite Holberg (para orquesta de cuerdas), y diez volúmenes de piezas líricas (para piano). También es conocido por su música incidental, compuesta por encargo de Henrik Ibsen para su drama Peer Gynt.

## Lista de obras seleccionadas
- Sonata para piano en mi menor, Op. 7
- Sonata para violín nº 1 en fa mayor, Op. 8
- Concierto Obertura En Otoño, Op. 11
- Sonata para violín nº 2 en sol mayor, Op. 13
- Concierto para piano en la menor, Op. 16
- Música incidental para la obra de Bjørnstjerne Bjørnson Sigurd Jorsalfar], Op. 22
- Peer Gynt (Grieg)|Música incidental para la obra de Henrik Ibsen Peer Gynt]], Op. 23
- Balada en forma de variaciones sobre una canción popular noruega en sol menor, Op. 24
- Cuarteto de cuerda en sol menor, Op. 27
- Dos Melodías Elegíacas para cuerdas o piano, Op. 34
- Cuatro Danzas noruegas para piano a cuatro manos, Op. 35 (más conocidas en orquestaciones de Hans Sitt y otros)
- Sonata para violonchelo en la menor, Op. 36
- Suite Holberg para piano, posteriormente adaptada para orquesta de cuerda, Op. 40
- Sonata para violín nº 3 en do menor, Op. 45
- Peer Gynt Suite n.º 1, Op. 46
- Suite Lírica para orquesta, Op. 54 (orquestación de cuatro Piezas Líricas)
- Peer Gynt Suite] n.º 2, Op. 55
- Cuatro Danzas Sinfónicas' para piano, posteriormente adaptadas para orquesta, Op. 64
- Haugtussa Ciclo de canciones según Arne Garborg, Op. 67
- Sesenta y seis Piezas líricas para piano en diez libros, Opp. 12, 38, 43, 47, 54, 57, 62, 65, 68 y 71, incluyendo: Arietta, A la primavera, Pajarillo, Mariposa, Notturno, Día de bodas en Troldhaugen, A tus pies, Anhelo de hogar, Marcha de los enanos, Poème érotique y Se fue.

## Legado
Debido a la trascendencia de su obra, en conmemoración del centenario aniversario de su fallecimiento, se realizaron en diversos países ceremonias en su honor, entre las que se incluyeron una serie de conciertos en Bergen y en Troldhaugen (ciudad donde residía); una gira de la Orquesta Filarmónica de Bergen por Estados Unidos en noviembre de 2007; un concierto en mayo de 2007 en la embajada noruega de Dar es Salaam, Tanzania; un festival internacional de su música en Buenos Aires, Argentina ; y una serie de representaciones musicales de sus obras en Quebec, Montreal y Saskatoon, en Canadá, entre muchas otras.

### En la cultura popular

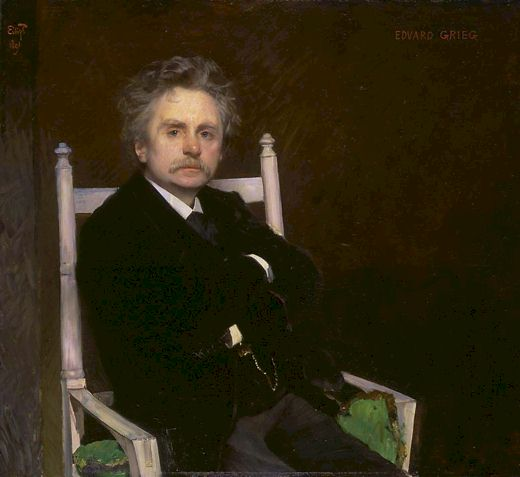
Edvard Grieg (1891), Retrato por Eilif Peterssen.

«La mañana» fue un favorito de Carl Stalling, quien a menudo lo usó para algunos cortos en Warner Bros. También se nota cierto parecido con esta melodía en la banda sonora de El señor de los anillos, precisamente al principio del tema de «La comarca». Esta obra, al contrario de lo que muchos piensan, fue creada para representar un amanecer en el desierto del Sahara, y no uno en los fiordos de Noruega.
El primer movimiento del concierto para piano de Grieg es usado en el filme Lolita (1997) de Adrian Lyne. Por otra parte son numerosas las versiones realizadas de su Peer Gynt, y el fragmento En la gruta del rey de la montaña ha aparecido en multitud de referencias culturales.